# 31254 Totucciogrisanti
31254 Totucciogrisanti este o planetă minoră (asteroid) din centura de asteroizi. A fost descoperită pe 27 februarie 1998 la osservatorio astronomico di Sormano⁠(d) de Marco Cavagna⁠(d). 
Obiectul prezintă o orbită caracterizată de o semiaxă mare de 2,7504652 UAi, o excentricitate de 0,21, o înclinație de 9,03807 ° în raport cu ecliptica.